# Karta przedpłacona

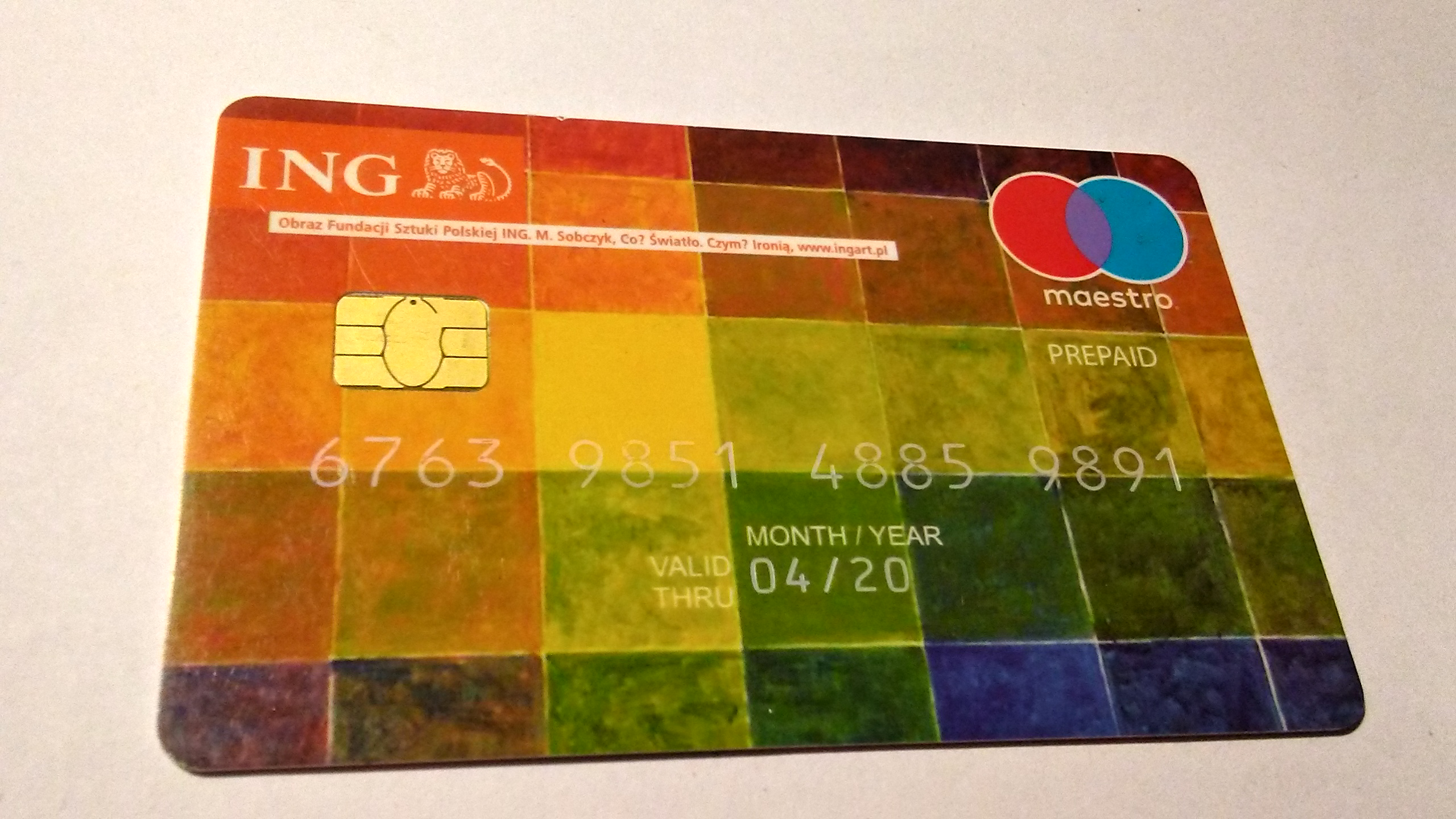
Karta przedpłacona wydana przez ING Bank Śląski (2020)

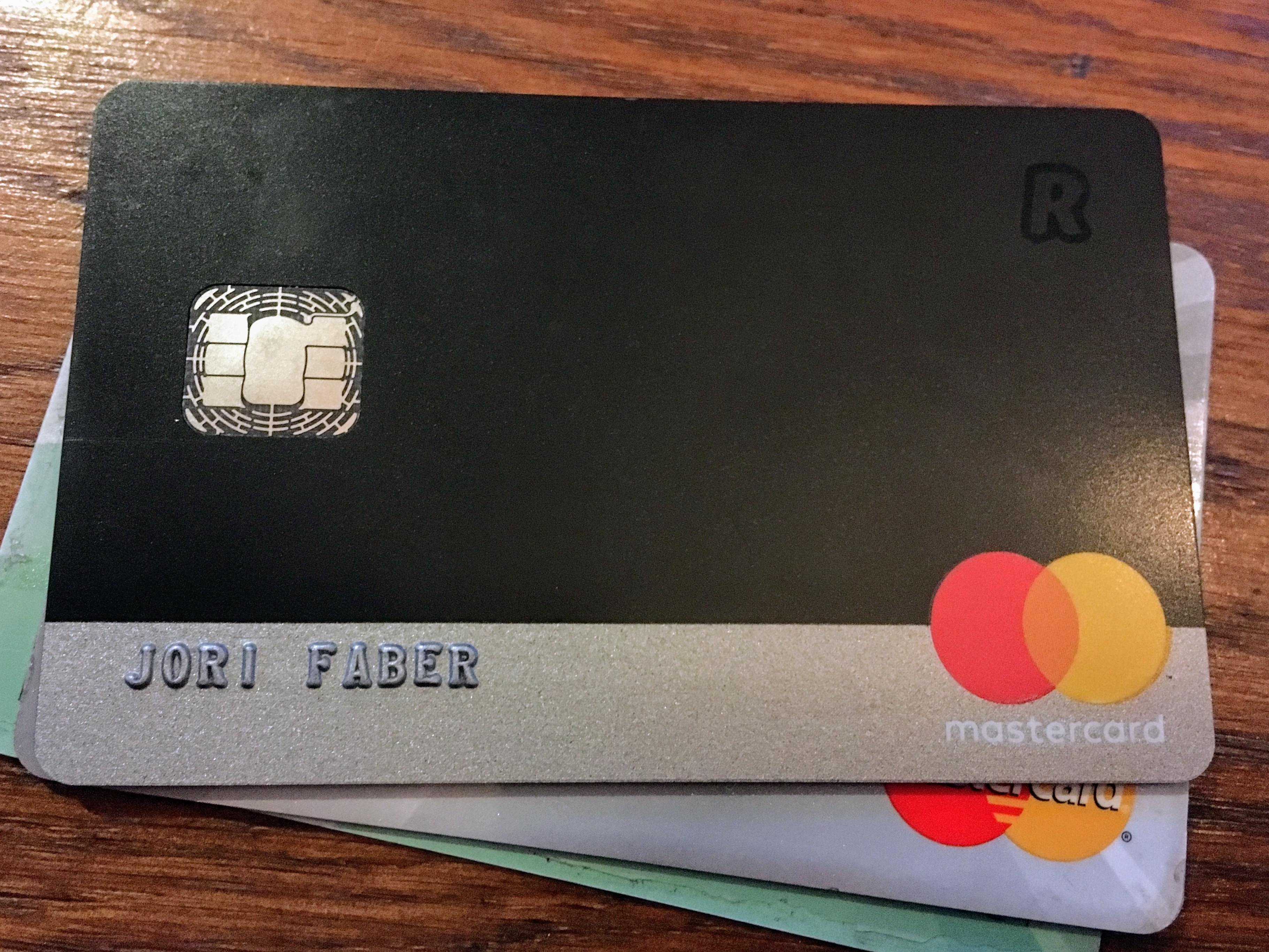
Karta przedpłacona wydana przez Revolut (2018)

Karta przedpłacona (ang. prepaid card lub stored-valued card) – rodzaj karty płatniczej, umożliwiającej dokonywanie płatności z wykorzystaniem środków pieniężnych dostępnych na przypisanym do karty rachunku płatniczym. Transakcje autoryzowane są do wysokości salda na rachunku, który należy zasilić przed użyciem karty. Rachunek ma charakter techniczny, tj. utworzony jest jedynie w celu prowadzenia rozliczeń realizowanych za pomocą karty. Oznacza to, że na takim rachunku nie można wykonywać innych operacji bankowych jak na przykład wykonywać płatności z rachunku, zakładać lokaty czy rozliczać kredyt. W celu otrzymania karty przedpłaconej nie istnieje konieczność posiadania rachunku osobistego w banku. 
Zgodnie z art. 59a ustawy z dnia 19 sierpnia 2011 r. o usługach płatniczych (Dz.U. z 2025 r. poz. 611) umowa w zakresie, w jakim obejmuje wydanie karty płatniczej, określa czy karta jest wydawana na okaziciela czy też na rzecz oznaczonej osoby.
Karta nie musi być spersonalizowana, tj. nie zawsze umieszczane jest na niej imię i nazwisko użytkownika. W przypadku niespersonalizowanej karty przedpłaconej, przypisany do niej rachunek płatniczy może być również niespersonalizowany - jest on wtedy przypisany do numeru karty, a nie do jej posiadacza.
Brak elementów personalizujących kartę przedpłaconą umożliwia przekazywanie zasilonej karty innym osobom, jak na przykład:
- karty podarunkowej – alternatywy do prezentu w formie gotówki. Tak wydawane karty często posiadają okolicznościowe grafiki związane np. z urodzinami lub przeznaczeniem podarunku, np. wizyty w restauracji.
- karty podróżnej – mającej zastosowanie w rozliczeniach pomiędzy pracodawcą a pracownikiem. Karta taka zastępuje wtedy wypłatę gotówki jako zaliczki na koszty podróży. Niespersonalizowana karta może być wydana „od ręki” i sprawnie zasilona przelewem bankowym.
- transferu finansowego – jako alternatywa dla przelewu pieniężnego (np. transgranicznego) jeżeli zachodzą trudności z realizacją takowego. W takiej sytuacji "pustą" kartę przesyła się pocztą do beneficjenta, a następnie zasila odpowiednią kwotą, która następnie podejmowana jest z bankomatu.

## Cechy karty przedpłaconej
Z technicznego punktu widzenia, karta przedpłacona jest bardzo zbliżona do karty debetowej. W identyczny sposób przebiega proces autoryzacji transakcji, ich ewidencji i rozliczeń.
Różnice to przede wszystkim:
- techniczny charakter rachunku karty przedpłaconej
- brak konieczności personalizacji karty przedpłaconej.

Korzystanie z karty przedpłaconej w porównaniu z kartą wydaną do rachunku oszczędnościowo-rozliczeniowego ogranicza ryzyko defraudacji środków powyżej kwoty jaka znajduje się na rachunku technicznym karty. Dlatego karta przedpłacona może być polecana: dla osób małoletnich oraz w przypadku płatności w punkcie, co do którego nie mamy pełnego zaufania, np. przy okazji płatności za zakupy w Internecie.